# رضا عباسی

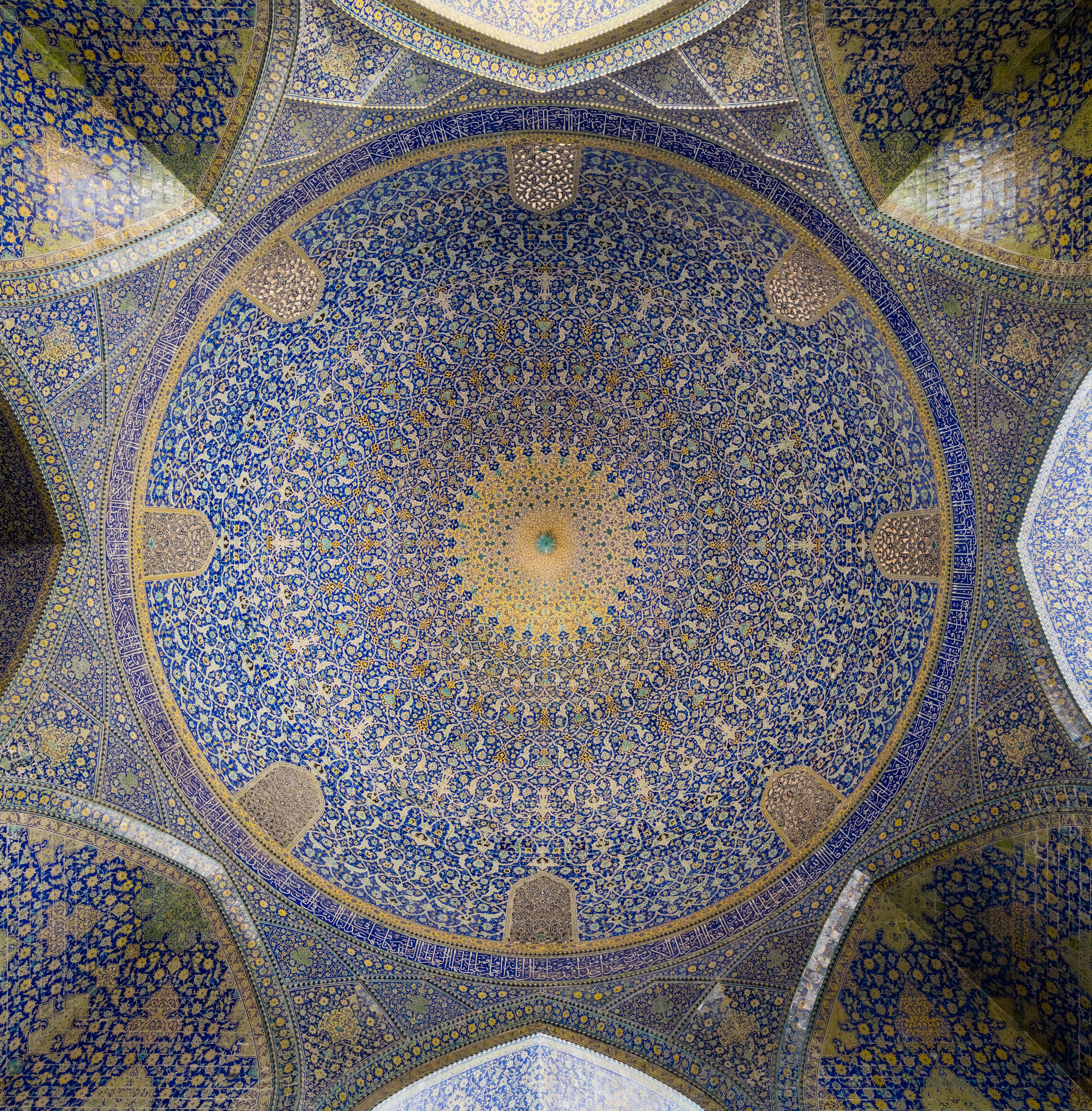
طراحی کاشی‌های سقف و زیر گنبد عظیم مسجد شاه اصفهان بر عهدهٔ رضا عباسی بود.

رضا عباسی (درگذشته ۱۰۴۴هـ / ۱۶۳۵ م) مشهورترین نقاش زمان شاه عباس صفوی، استاد بنام خطاطی و مینیاتور و فرزند مولانا علی‌اصغر کاشی است.

## زندگی

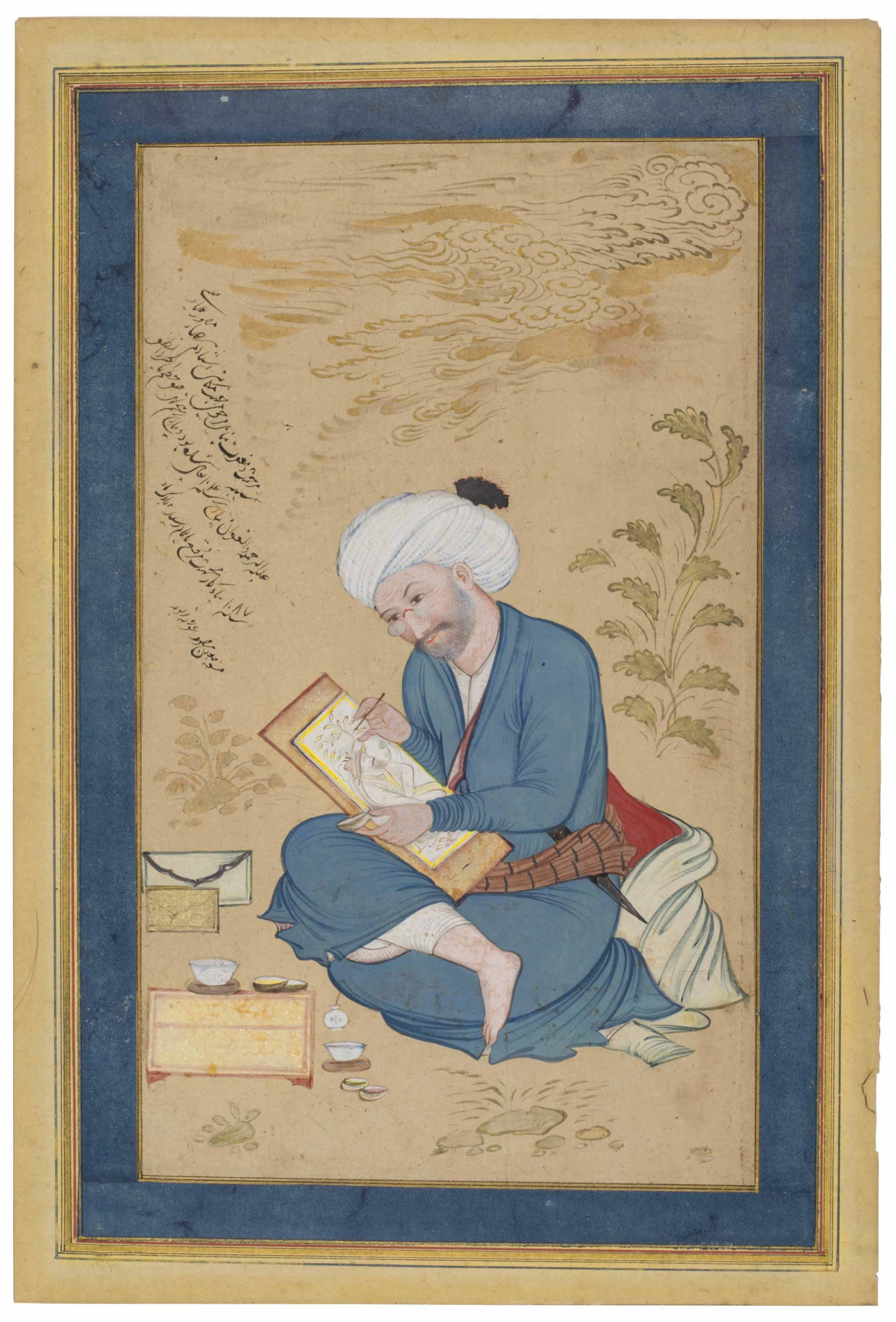
نگاره ای از رضا عباسی اثر معین مصور.

مراوده‌های سیاسی و بازرگانی با کشورهای اروپا، در زمان شاه عباس، موجب رواج نقاشی‌های ایتالیایی در بازار اصفهان شده بود. رقابت دربار صفوی با دربار هنرپرور و با شکوه جهانگیر پادشاه گورکانی یا مغولی هند از یک سو و با دربار امپراتوری عثمانی در دیگر سو نیز سبب دیگری برای توجه به هنرمندان در این زمان بود. در این میان آقا رضا نامی سرآمد همه هنرمندان و نقاشان اصفهان گردید. شاه عباس او را به خود منسوب کرد و از آن پس به نام رضا عباسی مشهور شد.
در مورد نگاره‌هایی که با نام‌های رضا و آقا رضا موجود می‌باشد اختلاف نظرهایی وجود دارد. نوع قلمگیری‌ها در این نگاره‌ها متفاوت است و موجب اختلاف نظر استادان این فن شده است به‌طوری که برخی از استادان این رشته با مورخان مخالف بوده و معتقدند که این دو هنرمند با رضا عباسی متفاوت می‌باشند.  
همیشه قلمگیری‌های رضا عباسی رکن اصلی آثار او بوده و نوع قلمگیریش، او را از استادان دیگر متمایز نموده است. هنوز تبحر و قدرت دست او در قلمگیری زبانزد هنرمندان این رشته است و با آنکه سالیان زیادی از زمان او می‌گذرد، شیوه قلمگیری ایشان برای هنرپژوهان جذاب بوده به‌طوری که آثار او را مبنای آموزش خود قرار می‌دهند و شخصیت هنری او را میستایند.

## فعالیت هنری

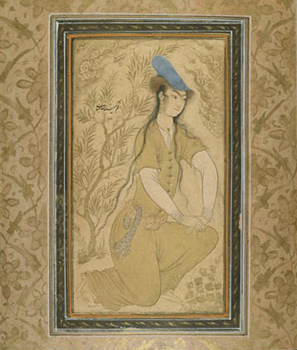
بانوی عزلتنشین اثر رضا عباسی

ساختن بناهای متعدد در زمان شاه عباس اول در اصفهان، گونه‌ای تازه از نقاشی را به وجود آورد. پیش از آن در زمان شاه اسماعیل و شاه طهماسب، نقاشان بزرگ چون کمال الدین بهزاد به تصویر کردن کتاب‌های خطی می‌پرداختند. اما در این دوره نقاشی بر روی دیوارها و کشیدن تصاویر بزرگ برای تزیین بناها مرسوم گردید.
رضا عباسی در فاصله سال‌های ۱۶۳۹-۱۶۱۸ پرده‌های نقاشی بسیار آفرید که در آن‌ها به جای انبوه درباریان، تنها صورت یک یا دو آدمی زیبا نقش می‌شد. در این تصویرها رنگ آمیزی لباس و صورت و تزئینات و تجملات صحنه درخششی چشم گیر دارد. اما مهارت رضا عباسی، که بیشتر به نقاشی سیاه قلم تمایل داشت، در تصویر طبیعت و حالات روحی و اخلاقی مردم عادی بود.
از دیگر آثار باقی‌مانده از وی می‌توان به طراحی کاشی‌های سقف و زیر گنبد عظیم مسجد شاه اصفهان اشاره کرد. برخی مینیاتورهای برجسته و استادانه او در موزه‌های گوناگون نیز نگهداری می‌شود.

## نگارخانه

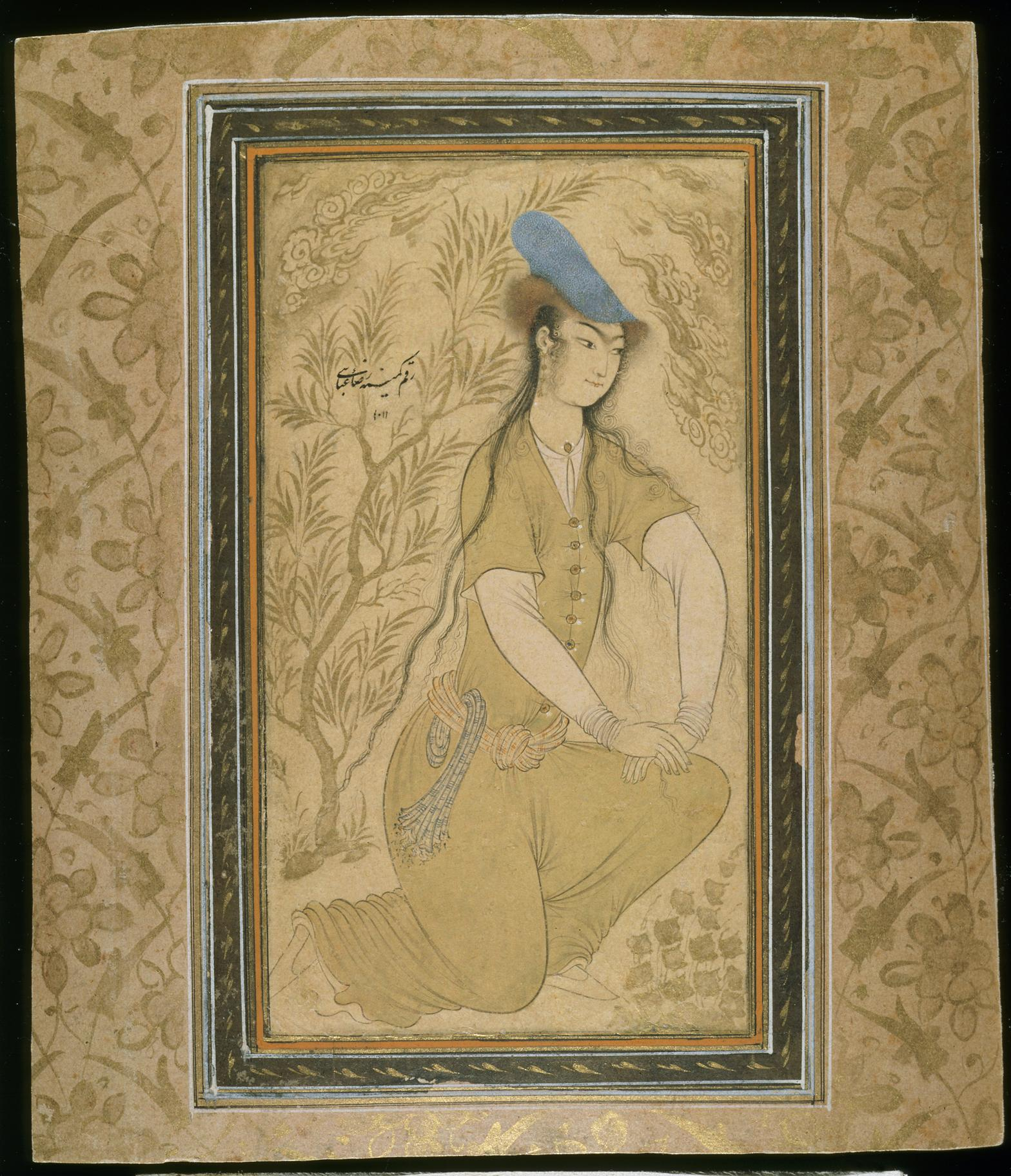
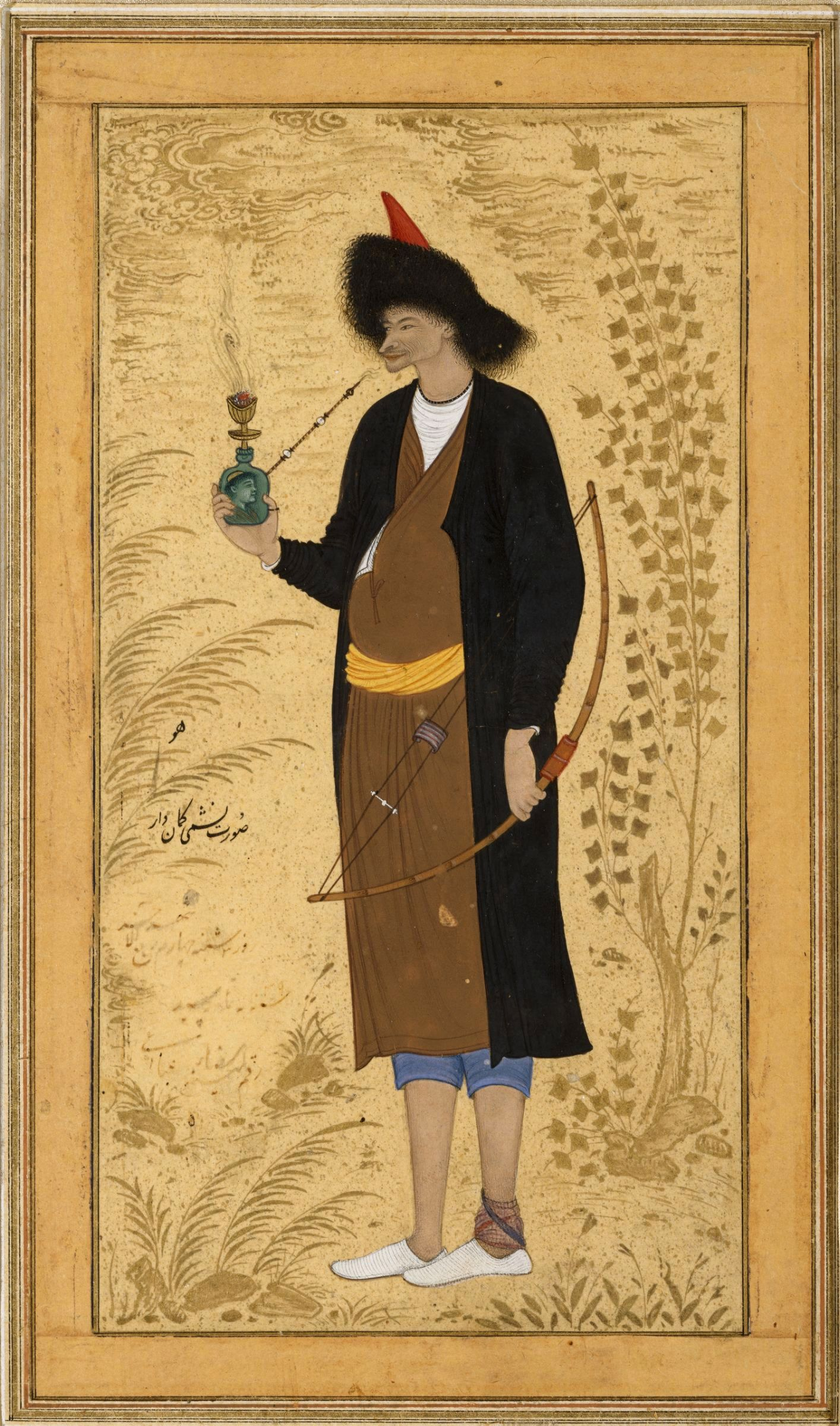
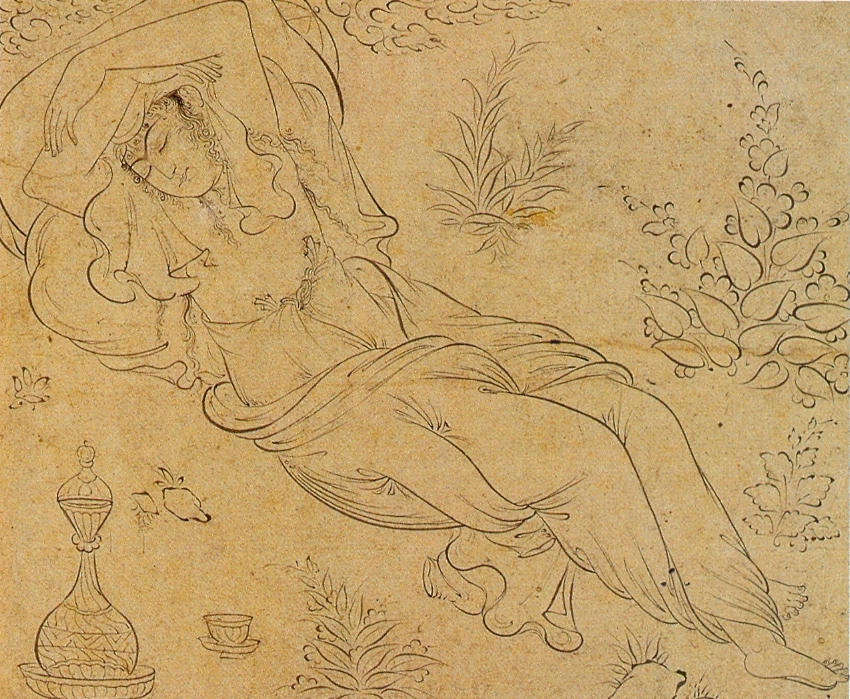
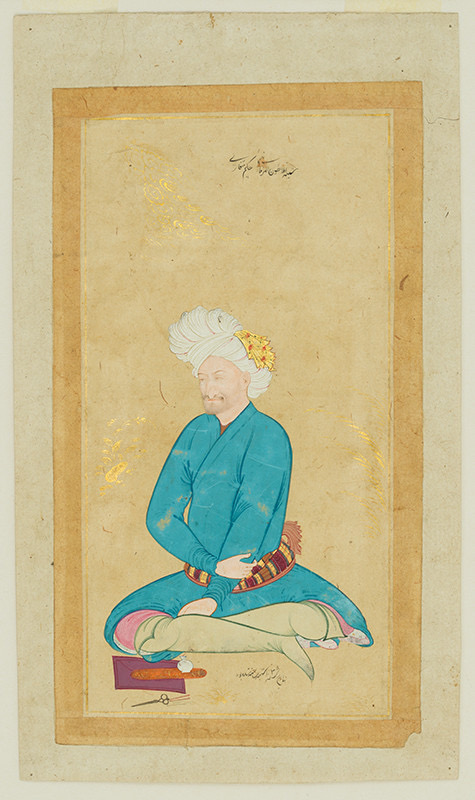
حکیم شفایی
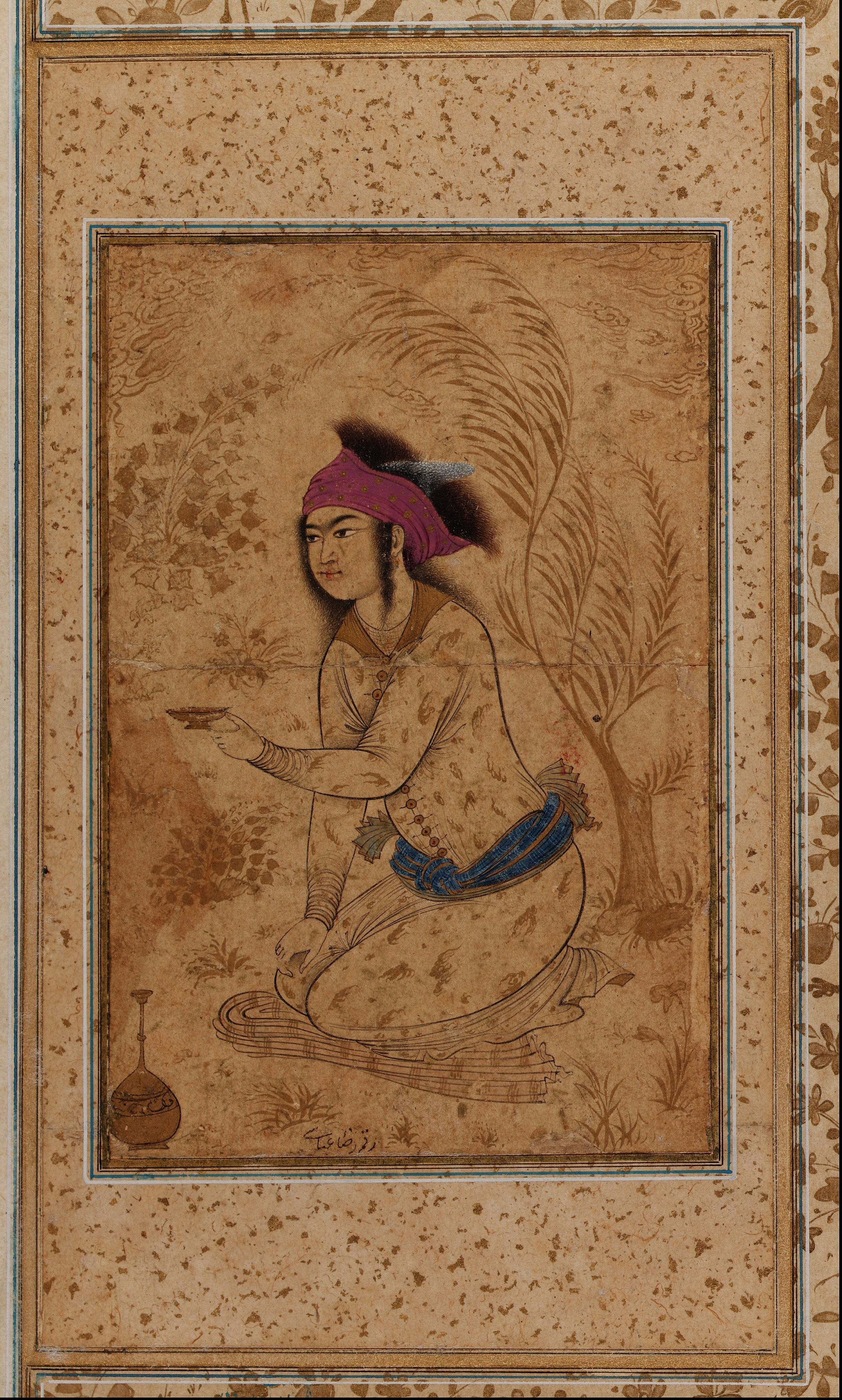
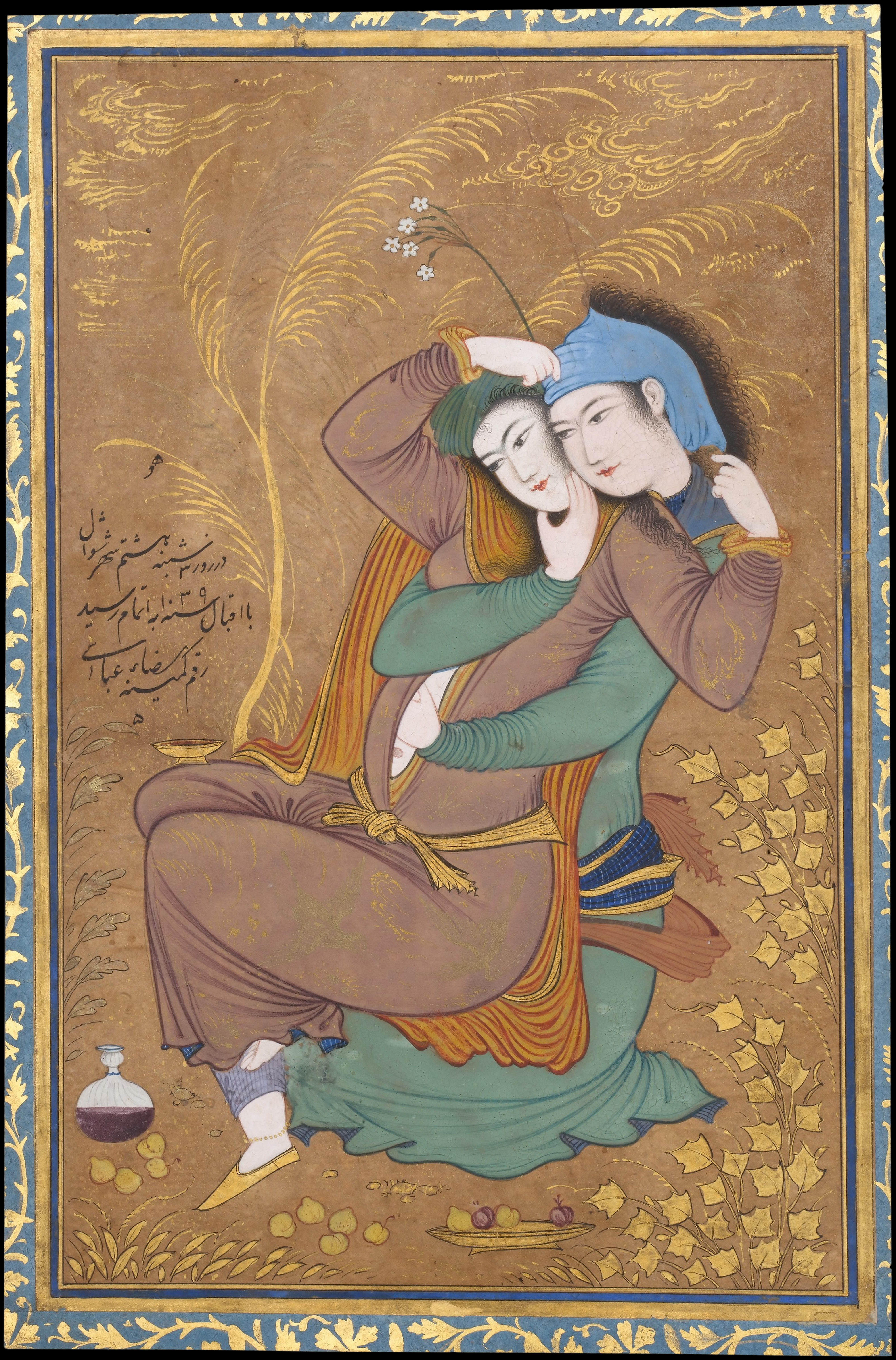
دو عاشق تابلو نقاشی دو عاشق، ۱۶۳۰
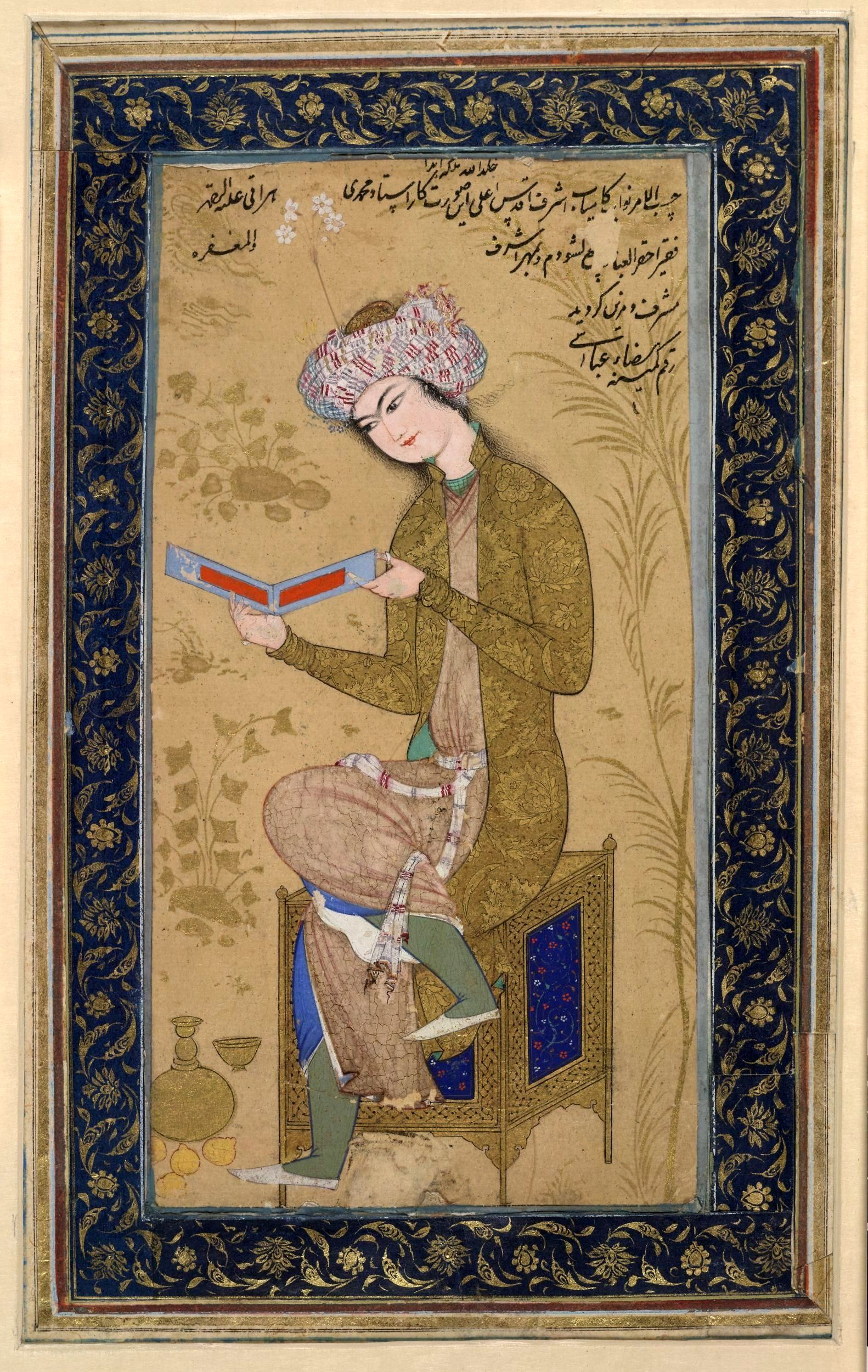
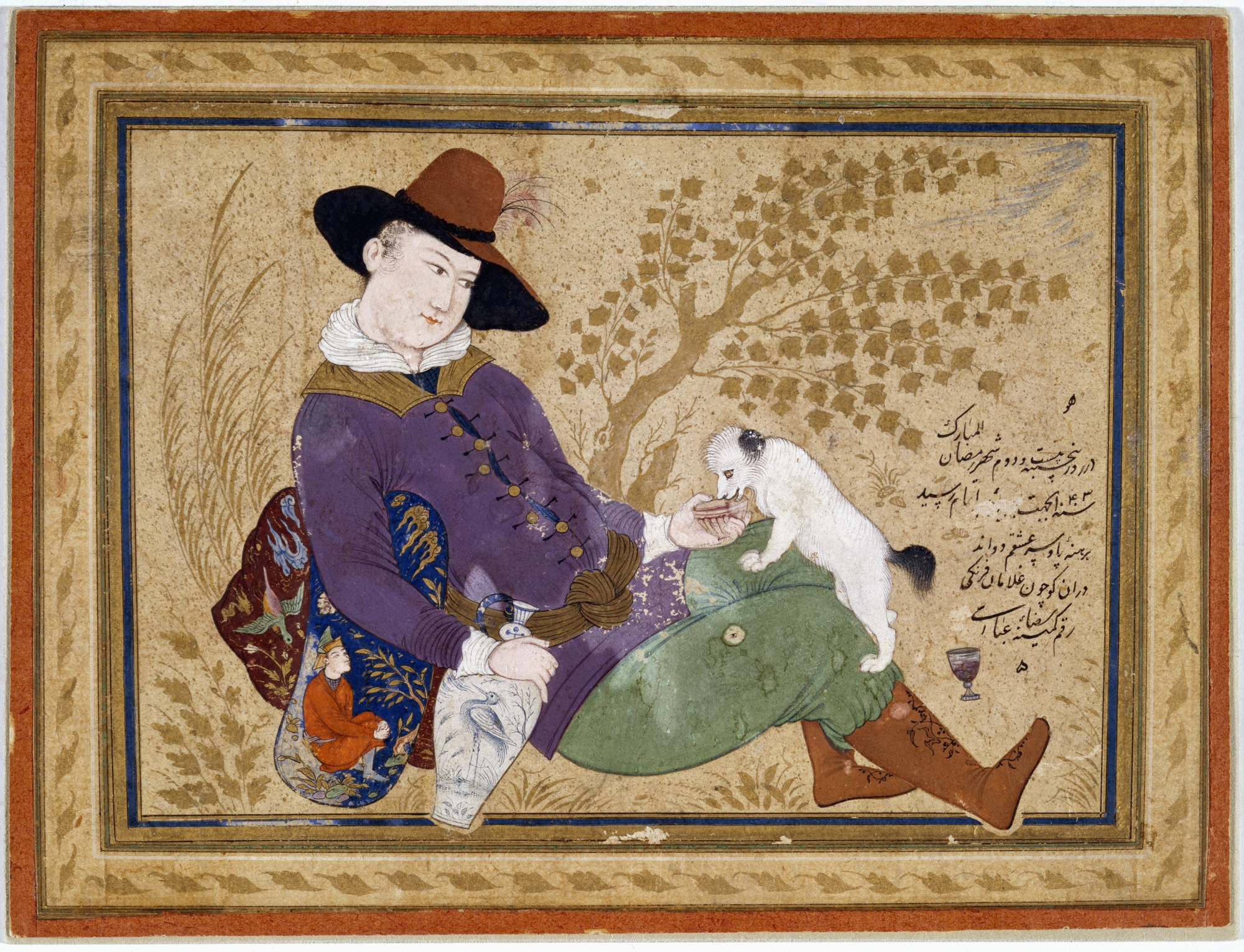
سیاحِ پرتغالی ۱۶۳۴ م. مؤسسه هنر دیترویت
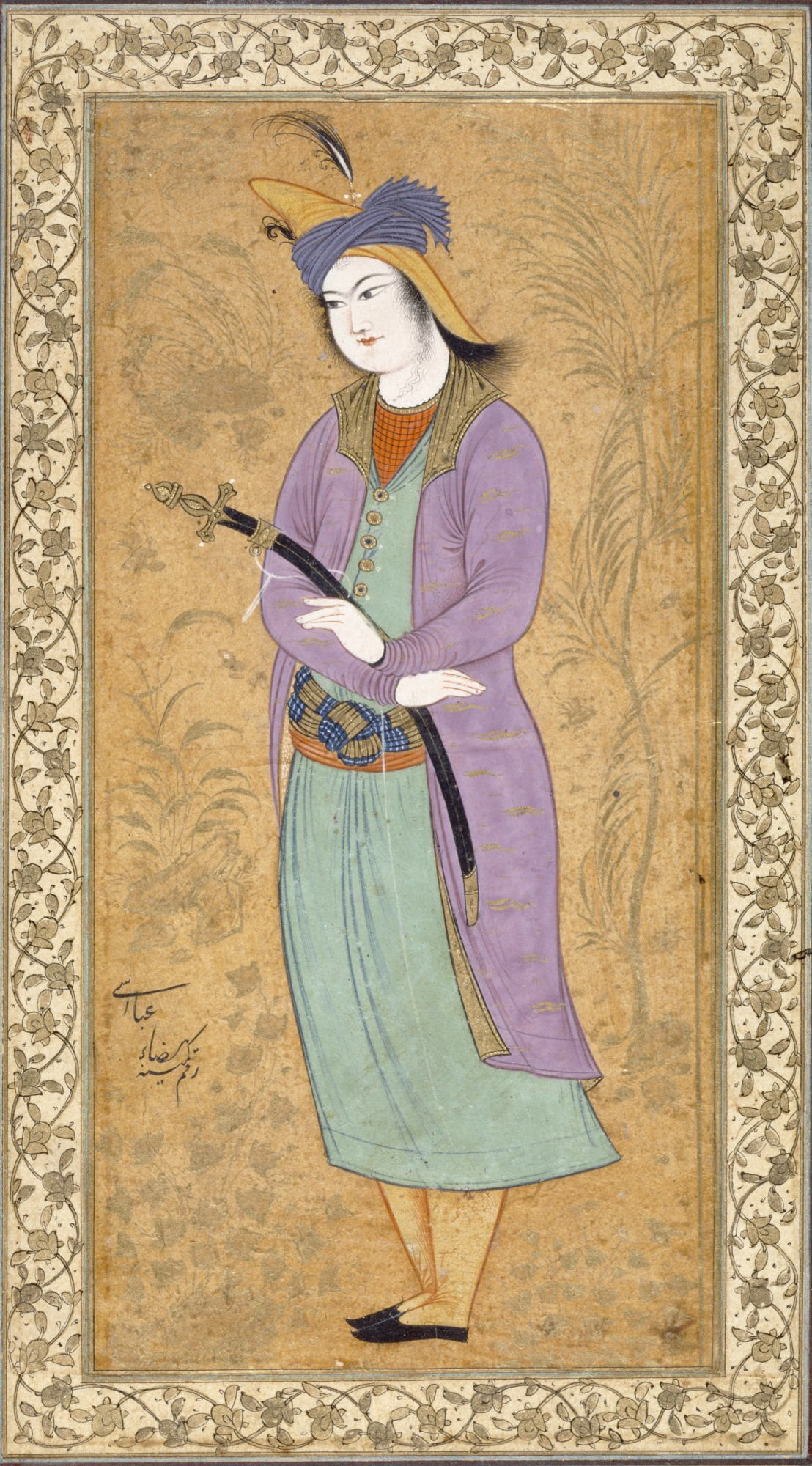
جوانِ شمشیر به‌دست بین سال‌های ۱۶۲۲ تا ۲۴ م. مؤسسه هنر دیترویت
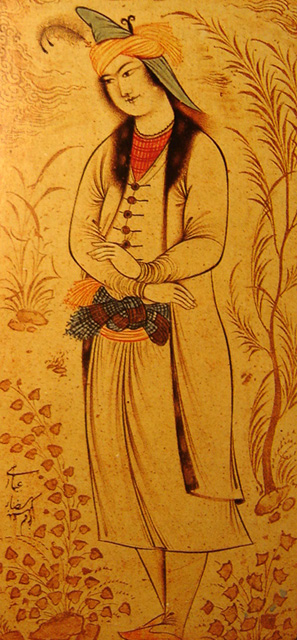
پرترهٔ شاهزاده گرجی با امضای رضا عباسی

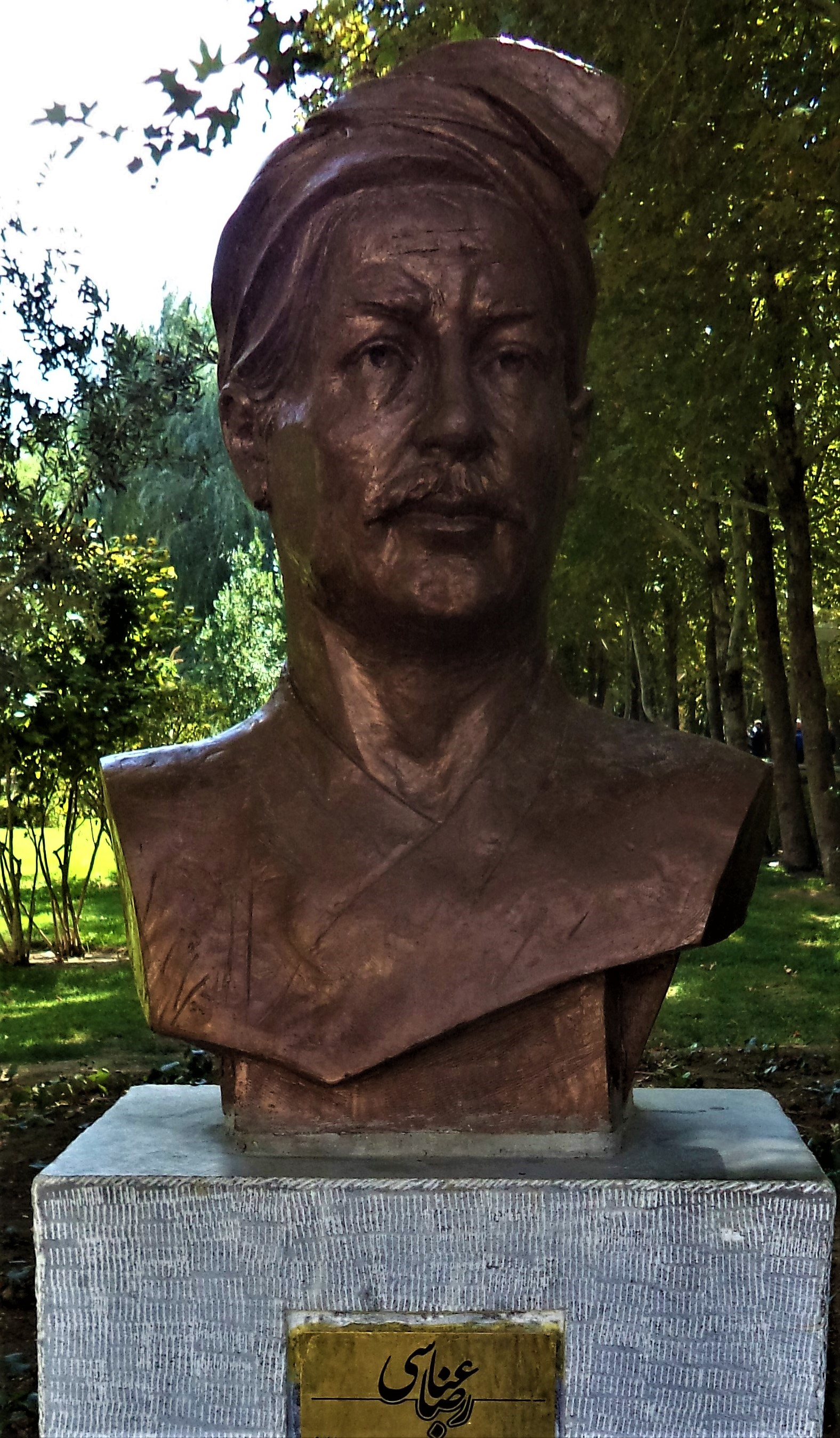
سردیس رضا عباسی در اصفهان –بوستان مشاهیر صفوی